# مبادئ الاقتصاد السياسي
مبادئ الاقتصاد السياسي (بالإنجليزية: Principles of Political Economy)‏ هو كتاب صدر عام 1848 بقلم جون ستيوارت ميل ويعتبر من أهم كتب الاقتصاد و الاقتصاد السياسي في منتصف القرن التاسع عشر. وتمت مراجعته وتنقيحه حتى طبعة السابعة في عام 1871، قبل وفاة ميل عام في 1873، وأعيد نشره في العديد من الإصدارات الأخرى. إلى جانب مناقشة القضايا الوصفية مثل أي الدول تميل إلى الاستفادة أكثر من نظام التجارة المبني على الميزة النسبية (جواب ميل: تلك التي لها طلب أكثر مرونة على بضائع الدول الأخرى)، فإن العمل يناقش القضايا المعيارية مثل النظم المثالية للاقتصاد السياسي، ونقد النظم المقترحة مثل الشيوعية والاشتراكية. وإلى جانب نظام المنطق، فإن مبادئ الاقتصاد السياسي رسخ سمعة ميل كمفكر عام رائد. موقف ميل المتعاطف في هذا العمل وفي غيرها من المقالات نحو الاشتراكية المعاصرة، لا سيما الفوريورية، وأكسبه إجلال من الطبقة العاملة باعتباره أحد الأبطال الفكريين.